# دينيس براون (كاهن كاثوليكي)
دينيس براون (بالإنجليزية: Denis Browne)‏ هو كاهن كاثوليكي نيوزيلندي، ولد في 21 سبتمبر 1937 في أوكلاند في نيوزيلندا.